# 景延广
景延广（892年—947年），五代时后晋大臣。字航川，陕州（今河南三门峡）人。

## 生平
石敬瑭建立后晋，他任侍卫步军都指挥使，领果州团练使。出镇义成、保义、河阳等地。石敬瑭死，他与冯道等承顾命，为宰相。后力主抗辽，声言“晋朝有十万口横磨剑，翁若要战则早来”。天福九年（944年），契丹大军南下，他身为上将，却按兵不动，坐视辽军掳掠北归。终被后晋出帝罢兵权，贬为河南尹，留守洛阳。开运三年（946年），为辽军所俘，次年自杀。